# Orchestral Manoeuvres in the Dark
Orchestral Manoeuvres in the Dark (abreviado para OMD) é uma banda de new wave/synthpop de Wirral, Reino Unido, que gravou para a Virgin Records (originalmente para a subsidiária DinDisc).
O grupo foi formado em 1978 por Andy McCluskey e Paul Humphreys, que constituíram o núcleo da banda até 1989, quando se separaram. McCluskey ficou com o nome e continuou a gravar com novos músicos. Em dezembro de 2005 o site oficial do grupo anunciou que no verão de 2006 haveria uma retomada para apresentações ao vivo e lançamento de um novo disco, possivelmente com os membros originais de 1978.
Dentre seus grandes sucessos destacam-se Electricity, Enola Gay, Secret, Souvenir,  Messages, So in Love, Talking Loud And Clear,  Best Years Of Our Lives,  She's Leaving, If You Leave e The Pandoras Box.

## Discografia

### Álbuns de estúdio
| Ano  | Título                                                                                       | Posição nas paradas musicais | Posição nas paradas musicais | Posição nas paradas musicais | Posição nas paradas musicais | Posição nas paradas musicais | Posição nas paradas musicais | Vendas                     | Certificações                              |
| Ano  | Título                                                                                       | GBR                          | AUS                          | ALE                          | HOL                          | NZ                           | EUA                          | Vendas                     | Certificações                              |
| ---- | -------------------------------------------------------------------------------------------- | ---------------------------- | ---------------------------- | ---------------------------- | ---------------------------- | ---------------------------- | ---------------------------- | -------------------------- | ------------------------------------------ |
| 1980 | Orchestral Manoeuvres in the Dark - Lançamento: 22 de fevereiro de 1980 - Gravadora: Dindisc | 27                           | —                            | —                            | —                            | 49                           | —                            |                            | - Reino Unido: ouro                        |
| 1980 | Organisation - Lançamento: 24 de outubro de 1980 - Gravadora: Dindisc                        | 6                            | —                            | —                            | —                            | 18                           | —                            |                            | - Reino Unido: ouro                        |
| 1981 | Architecture & Morality - Lançamento: 8 de novembro de 1981 - Gravadora: Dindisc             | 3                            | 62                           | 8                            | 1                            | 22                           | 144                          | - Mundialmente: 4,000,000+ | - Reino Unido: platina - Espanha: platina  |
| 1983 | Dazzle Ships - Lançamento: 4 de março de 1983 - Gravadora: Virgin Records                    | 5                            | 100                          | 11                           | 19                           | 10                           | 162                          | - Mundialmente: 300,000    | - Reino Unido: ouro                        |
| 1984 | Junk Culture - Lançamento: 30 de abril de 1984 - Gravadora: Virgin                           | 9                            | 54                           | 32                           | 12                           | —                            | 182                          |                            | - Reino Unido: ouro                        |
| 1985 | Crush - Lançamento: 17 de junho de 1985 - Gravadora: Virgin                                  | 13                           | —                            | 23                           | 15                           | 23                           | 38                           |                            | - Reino Unido: prata - Canadá: ouro        |
| 1986 | The Pacific Age - Lançamento: 29 de setembro de 1986 - Gravadora: Virgin                     | 15                           | 36                           | 15                           | 17                           | 14                           | 47                           |                            | - Reino Unido: prata - Canadá: platina     |
| 1991 | Sugar Tax - Lançamento: 6 de maio de 1991 - Gravadora: Virgin                                | 3                            | 96                           | 8                            | —                            | —                            | —                            | - Mundialmente: 3,000,000  | - Reino Unido: platina - Alemanha: platina |
| 1993 | Liberator - Lançamento: 14 de junho de 1993 - Gravadora: Virgin                              | 14                           | —                            | 17                           | 59                           | —                            | 169                          |                            |                                            |
| 1996 | Universal - Lançamento: 2 de setembro de 1996 - Gravadora: Virgin                            | 24                           | —                            | 39                           | —                            | —                            | —                            |                            |                                            |
| 2010 | History of Modern - Lançamento: 20 de setembro de 2010                                       | 28                           | —                            | 5                            | 97                           | —                            | —                            | - Mundialmente: 100,000+   |                                            |
| 2013 | English Electric - Lançamento: 8 de abril de 2013 - Gravadora: BMG                           | 12                           | —                            | 10                           | —                            | —                            | —                            |                            |                                            |
| 2017 | The Punishment of Luxury - Lançamento: 1 de setembro de 2017 - Gravadora: White Noise        | 4                            | —                            | 9                            | 95                           | —                            | —                            |                            |                                            |
| 2023 | Bauhaus Staircase                                                                            |                              |                              |                              |                              |                              |                              |                            |                                            |

### Singles

#### Décadas de 1970 e 1980
| Ano  | Canção                                    | Posição nas paradas musicais | Posição nas paradas musicais | Posição nas paradas musicais | Posição nas paradas musicais | Posição nas paradas musicais | Posição nas paradas musicais | Posição nas paradas musicais | Posição nas paradas musicais | Posição nas paradas musicais | Vendas                                                          | Certificações        | Álbum                             |
| Ano  | Canção                                    | GBR                          | AUS                          | CAN                          | ALE                          | IRL                          | HOL                          | NZ                           | EUA                          | EUA Dance                    | Vendas                                                          | Certificações        | Álbum                             |
| ---- | ----------------------------------------- | ---------------------------- | ---------------------------- | ---------------------------- | ---------------------------- | ---------------------------- | ---------------------------- | ---------------------------- | ---------------------------- | ---------------------------- | --------------------------------------------------------------- | -------------------- | --------------------------------- |
| 1979 | "Electricity" (lançado duas vezes)        | —                            | —                            | —                            | —                            | —                            | —                            | —                            | —                            | —                            |                                                                 |                      | Orchestral Manoeuvres in the Dark |
| 1980 | "Red Frame/White Light"                   | 67                           | —                            | —                            | —                            | —                            | —                            | —                            | —                            | —                            |                                                                 |                      | Orchestral Manoeuvres in the Dark |
| 1980 | "Electricity" (terceiro lançamento)       | —                            | —                            | —                            | —                            | —                            | —                            | —                            | —                            | —                            |                                                                 |                      | Orchestral Manoeuvres in the Dark |
| 1980 | "Messages"                                | 13                           | —                            | —                            | —                            | —                            | —                            | —                            | —                            | 67                           |                                                                 |                      | Orchestral Manoeuvres in the Dark |
| 1980 | "Enola Gay"                               | 8                            | 47                           | —                            | —                            | 14                           | —                            | 31                           | —                            | 34                           | - Mundialmente: 5,000,000+                                      | - Reino Unido: prata | Organisation                      |
| 1981 | "Souvenir"                                | 3                            | 57                           | —                            | 39                           | 9                            | 38                           | —                            | —                            | —                            | ↓                                                               | - Reino Unido: prata | Architecture & Morality           |
| 1981 | "Joan of Arc"                             | 5                            | —                            | —                            | —                            | 13                           | —                            | —                            | —                            | —                            | ↓                                                               | - Reino Unido: prata | Architecture & Morality           |
| 1982 | "Maid of Orleans (The Waltz Joan of Arc)" | 4                            | 78                           | 32                           | 1                            | 5                            | 1                            | 7                            | —                            | —                            | - Mundialmente: 8,000,000 (junto de "Souvenir" e "Joan of Arc") | - Reino Unido: prata | Architecture & Morality           |
| 1982 | "She's Leaving" (apenas Países Baixos)    | —                            | —                            | —                            | —                            | —                            | —                            | —                            | —                            | —                            |                                                                 |                      | Architecture & Morality           |
| 1983 | "Genetic Engineering"                     | 20                           | —                            | —                            | 20                           | 11                           | —                            | —                            | —                            | —                            |                                                                 |                      | Dazzle Ships                      |
| 1983 | "Telegraph"                               | 42                           | —                            | —                            | 39                           | 28                           | —                            | —                            | —                            | —                            |                                                                 |                      | Dazzle Ships                      |
| 1984 | "Locomotion"                              | 5                            | 30                           | —                            | 14                           | 4                            | 8                            | 32                           | —                            | 61                           |                                                                 |                      | Junk Culture                      |
| 1984 | "Talking Loud and Clear"                  | 11                           | —                            | —                            | 18                           | 9                            | 6                            | —                            | —                            | —                            |                                                                 |                      | Junk Culture                      |
| 1984 | "Tesla Girls"                             | 21                           | —                            | —                            | —                            | 21                           | 33                           | —                            | —                            | —                            |                                                                 |                      | Junk Culture                      |
| 1984 | "Never Turn Away"                         | 70                           | —                            | —                            | —                            | 29                           | —                            | —                            | —                            | —                            |                                                                 |                      | Junk Culture                      |
| 1985 | "So in Love"                              | 27                           | 56                           | —                            | 18                           | 13                           | 12                           | —                            | 26                           | 16                           |                                                                 |                      | Crush                             |
| 1985 | "Secret"                                  | 34                           | —                            | 31                           | 25                           | 24                           | —                            | —                            | 63                           | —                            |                                                                 |                      | Crush                             |
| 1985 | "La Femme Accident"                       | 42                           | —                            | —                            | —                            | —                            | 49                           | —                            | —                            | —                            |                                                                 |                      | Crush                             |
| 1986 | "If You Leave"                            | 48                           | 15                           | 5                            | —                            | —                            | —                            | 5                            | 4                            | —                            |                                                                 |                      | trilha sonora de Pretty in Pink   |
| 1986 | "(Forever) Live and Die"                  | 11                           | 19                           | 10                           | 8                            | 13                           | 5                            | 14                           | 19                           | —                            |                                                                 |                      | The Pacific Age                   |
| 1986 | "We Love You"                             | 54                           | 18                           | —                            | —                            | —                            | —                            | 26                           | —                            | 16                           |                                                                 |                      | The Pacific Age                   |
| 1987 | "Shame"                                   | 52                           | —                            | —                            | —                            | —                            | —                            | —                            | —                            | —                            |                                                                 |                      | The Pacific Age                   |
| 1988 | "Dreaming"                                | 50                           | 33                           | 22                           | 26                           | —                            | —                            | 37                           | 16                           | 6                            |                                                                 |                      | The Best of OMD                   |
| 1988 | "Brides of Frankenstein" (promocional)    | —                            | —                            | —                            | —                            | —                            | —                            | —                            | —                            | 7                            |                                                                 |                      | —                                 |

### Década de 1990–presente
| Ano  | Canção                                | Posição nas paradas musicais | Posição nas paradas musicais | Posição nas paradas musicais | Posição nas paradas musicais | Posição nas paradas musicais | Posição nas paradas musicais | Posição nas paradas musicais | Álbum                            |
| Ano  | Canção                                | GBR                          | AUS                          | ALE                          | IRE                          | HOL                          | NZ                           | EUA Dance                    | Álbum                            |
| ---- | ------------------------------------- | ---------------------------- | ---------------------------- | ---------------------------- | ---------------------------- | ---------------------------- | ---------------------------- | ---------------------------- | -------------------------------- |
| 1991 | "Sailing on the Seven Seas"           | 3                            | 77                           | 9                            | 5                            | —                            | —                            | 9                            | Sugar Tax                        |
| 1991 | "Pandora's Box"                       | 7                            | 53                           | 11                           | 19                           | —                            | —                            | 11                           | Sugar Tax                        |
| 1991 | "Then You Turn Away"                  | 50                           | —                            | 56                           | —                            | —                            | —                            | —                            | Sugar Tax                        |
| 1991 | "Call My Name"                        | 50                           | —                            | 28                           | —                            | —                            | —                            | —                            | Sugar Tax                        |
| 1993 | "Stand Above Me"                      | 21                           | —                            | 33                           | —                            | —                            | 39                           | 6                            | Liberator                        |
| 1993 | "Dream of Me (Based on Love's Theme)" | 24                           | —                            | 53                           | —                            | 22                           | —                            | —                            | Liberator                        |
| 1993 | "Everyday"                            | 59                           | —                            | 60                           | —                            | —                            | —                            | —                            | Liberator                        |
| 1996 | "Walking on the Milky Way"            | 17                           | —                            | 53                           | —                            | —                            | —                            | —                            | Universal                        |
| 1996 | "Universal"                           | 55                           | —                            | —                            | —                            | —                            | —                            | —                            | Universal                        |
| 2010 | "If You Want It"                      | 176                          | —                            | 49                           | —                            | —                            | —                            | —                            | History of Modern                |
| 2010 | "Sister Marie Says"                   | 169                          | —                            | —                            | —                            | —                            | —                            | —                            | History of Modern                |
| 2010 | "History of Modern (Part I)"          | —                            | —                            | —                            | —                            | —                            | —                            | —                            | History of Modern                |
| 2013 | "Metroland"                           | —                            | —                            | —                            | —                            | —                            | —                            | —                            | English Electric                 |
| 2013 | "Dresden"                             | —                            | —                            | —                            | —                            | —                            | —                            | —                            | English Electric                 |
| 2013 | "Night Café"                          | —                            | —                            | —                            | —                            | —                            | —                            | —                            | English Electric                 |
| 2017 | "Isotype"                             | —                            | —                            | —                            | —                            | —                            | —                            | —                            | The Punishment of Luxury         |
| 2017 | "The Punishment of Luxury"            | —                            | —                            | —                            | —                            | —                            | —                            | —                            | The Punishment of Luxury         |
| 2017 | "What Have We Done"                   | —                            | —                            | —                            | —                            | —                            | —                            | —                            | The Punishment of Luxury         |
| 2019 | "Don't Go"                            | —                            | —                            | —                            | —                            | —                            | —                            | —                            | Souvenir – The Singles 1979–2019 |
| 2019 | "Electricity" (quarto lançamento)[A]  | —                            | —                            | —                            | —                            | —                            | —                            | —                            | —                                |

- A↑  Esta versão de "Electricity" estreou em primeiro lugar na UK Vinyl Singles Chart, a melhor posição dela em qualquer parada.[27]